# 吉氏大淵鼬鳚
吉氏大淵鼬鳚，为輻鰭魚綱鼬魚目鼬魚科的其中一種，分布於西印度洋區，從南非開普敦至馬達加斯加間的海域，屬深海魚類，棲息深度在水深637至2239公尺。本魚頭部平坦，吻遠長過眼，具有強勁地的鰓蓋棘，胸鰭短的而且圓，側線明顯，尾前椎15至16個，背鰭軟條103至110枚；臀鰭軟條82至88枚；脊椎骨60至64個，體長可達85公分，為稀有種，不具有經濟價值。